# Avon (Colorado)
Avon é uma cidade  localizada no estado americano de Colorado, no Condado de Eagle.

## Demografia
Segundo o censo americano de 2000, a sua população era de 5561 habitantes. 
Em 2006, foi estimada uma população de 6399, um aumento de 838 (15.1%).

## Geografia
De acordo com o United States Census Bureau tem uma área de 
20,8 km², dos quais 20,7 km² cobertos por terra e 0,1 km² cobertos por água.

## Localidades na vizinhança
O diagrama seguinte representa as localidades num raio de 32 km ao redor de Avon. 